# Veliki komet iz leta 1910
Véliki komet iz leta 1910 ali C/1910 A1 (tudi Veliki januarski komet ali Dnevni komet  ali Komet Johannesburger)  je komet, ki so ga prvič opazili 12. januarja 1910. Bil je viden s prostim očesom, ko so ga prvič videli. Ko je bil najbolj svetel, je bil svetlejši od planeta Venere. Tako je bil verjetno najsvetlejši komet komet 20. stoletja .

## Odkritje
Komet je bil najprej viden samo na južni polobli. Veliko ljudi je trdilo, da so ga videli prvi. Zdi pa se, da so ga prvi videli 12. januarja rudarji diamantnih rudnikov v Transvaalu v Južni Afriki. Takrat je že imel navidezno magnitudo -1 .

## Halleyjev in Veliki januarski komet
V letu 1910 so pričakovali vrnitev Halleyjevega kometa, ki pa je dosegel prisončje šele 20. aprila. Pojav Velikega januarskega kometa nekaj mesecev pred njim, je bilo veliko presenečenje. Mnogi ljudje so ga zaradi tega tudi pogosto zamenjevali s Halleyjevim kometom